# Duplicador de tensión
Un duplicador de tensión es un circuito electrónico que carga condensadores con una tensión de entrada y alterna dichas cargas de modo que, en el caso ideal, se produce exactamente el doble de la tensión de entrada en la de salida.
La forma más simple de este tipo de circuitos es un rectificador que toma una tensión de CA como entrada y produce un voltaje de salida con el doble de amplitud del de entrada pero de CD. Los elementos que causan la conmutación son diodos que se accionan al recibir la tensión alterna de entrada. Los duplicadores de tensión CD a CD no operan de este modo, por lo que requieren de un circuito diferente que controle la conmutación. En dicho caso, comúnmente se requiere de un elemento que ocasione la conmutación que pueda ser controlado directamente, como un transistor.
Los duplicadores de tensión constituyen una variante de un circuito tipo multiplicador, y muchos de ellos –pero no todos– pueden considerarse una etapa de un multiplicador de orden mayor. En efecto, colocar etapas idénticas de duplicadores en cascada provoca una tensión de salida de mayor magnitud.

## Duplicadores rectificadores

### Circuito de Villard

Figura 1. Circuito de Villard.

El circuito de Villard, nombrado en honor a Paul Ulrich Villard, consiste únicamente en un condensador y un diodo. Si bien el circuito posee el beneficio de ser simple, el voltaje de salida  presenta un rizado pobre. Este circuito es esencialmente un clamper de diodos. El condensador se carga en los semiciclos negativos del voltaje de CA (Vp). La salida es la superposición del voltaje alterno de entrada y el voltaje continuo del condensador. Los picos negativos de la forma de onda de CA se fijan a 0 V (en realidad, se fijan a la pequeña tensión del diodo −VF) gracias al diodo, por lo que los picos positivos de la tensión de salida es la suma del voltaje Vp y del condensador, lo que resulta en 2Vp. El rizado pico a pico resultante es de 2Vp y no se puede suavizar a menos que se adapte el circuito a una forma de duplicador más sofisticada.

### Circuito de Greinacher

Figura 2. Circuito Greinacher.

El duplicador de voltaje de Greinacher constituye una mejora considerable del circuito de Villard al añadírsele otros componentes. En este tipo de circuito se reduce el rizado, el cual es nominalmente cero bajo condiciones de carga de circuito abierto, pero cuando se succiona corriente entonces depende de la resistencia de la carga y el valor de los condensadores empleados. Esta variante de duplicador emplea una etapa de la forma Villard y le agrega a esta una celda de detector de picos o bien de detector de envolvente. El efecto del detector de picos se aprecia al eliminar la mayor parte del rizado mientras que se preserva el voltaje pico a la salida. Al circuito Greinacher también se le conoce como duplicador de tensión de media onda.

Figura 3. Un cuadriplicador de tensión (dos celdas Greinacher de polaridades opuestas).

Heinrich Greinacher inventó el circuito en 1913 (aunque lo publicó en 1914), esto al obtener un voltaje de 200–300 V para su recién inventado ionómetro a partir de los 110 V de CA suministrados por las estaciones eléctricas de Zúrich, los cuales no le eran suficientes. En 1920 desarrolló esta idea para multiplicadores en cascada, un concepto llamado «cascada de celdas de Greinacher» pero que frecuente y erróneamente es referido como «cascada de Villard». También se le conoce como multiplicador de Cockcroft–Walton debido al acelerador de partículas construido por John Cockcroft y Ernest Walton, quienes descubrieron el circuito por su cuenta en 1932.
El concepto del duplicador de esta topología puede extenderse a un cuadriplicador al emplear dos celdas Greinacher de polaridades opuestas que reciben la misma onda de CA. La salida está conformada por las dos salidas individuales de cada celda. Así como sucede con un circuito puente, es imposible aterrizar la entrada y salida del circuito simultáneamente.

### Circuito puente

Figura 4. Duplicador de voltaje tipo puente (Delon).

El circuito de Delon utiliza una topología puente para duplicar tensión, razón por la que se le conoce como duplicador de tensión de onda completa. Este tipo de circuito era comúnmente encontrado en televisiones de tubo de rayos catódicos, con la función de proveer un suministro de alta tensión eléctrica. El hecho de generar voltajes superiores a 5 kV con un transformador acarrea problemas de seguridad en términos de equipo doméstico, y en muchos de los casos es antieconómico. No obstante, las televisiones en blanco y negro requerían de altas tensiones eléctricas del orden de 10 kV, y las de color requerían de un voltaje aun mayor. Así es cuando comenzaron a emplearse los duplicadores, ya sea para aumentar al doble el voltaje en un devanado del transformador o bien para el voltaje de los devanados flyback de la línea.
El circuito consiste en dos detectores de pico de media onda y funciona al igual que una celda de detector de picos en el circuito de Greinacher. Cada una de las celdas de detectores de pico opera en semiciclos opuestos de la onda entrante. Dado que las salidas están colocadas en serie, la salida es el doble del valor pico del voltaje de entrada.